# Geoffroy II de Lusignan (seigneur de Vouvant)
Pour les articles homonymes, voir Geoffroy de Lusignan.
Geoffroy II de Lusignan (v. 1195-sept. 1248), surnommé la Grand Dent à partir du XVIe siècle, est seigneur de Vouvant, Mervent et Moncontour (1216-1247). Geoffroy est une figure importante de l'aristocratie poitevine du XIIIe siècle.
Entre 1224 et 1230, puis entre 1233 et 1239, il est vicomte de Châtellerault du chef de son épouse, Clémence (av. 1204-1239).

## Biographie

### Famille
Geoffroy II de Lusignan est le fils de Geoffroy Ier de Lusignan (av. 1150-1216) et de sa seconde épouse Eustachie Chabot (av. 1184-av. 1215), dame de Moncontour.
Geoffroy succède à son père en tant que seigneur de Vouvant. Il est mentionné de ce titre au moins à partir du mois de mai 1224. Il a un demi-frère aîné, Hugues de Lusignan (av. 1185-ap. 1215) ; ainsi que deux frères cadets Guillaume de Valence (v. 1200-1230) et Aimery de Lusignan (av. 1202-ap. 1230).
Geoffroy II est le tuteur de sa nièce, Valence de Lusignan (av. 1230-ap. 1270), héritière de son frère Guillaume de Valence (v. 1200-1230) et de Marquise de Mauléon (av. 1202-ap. 1230), pour la seigneurie de Soubise. Il s'empare de la châtellenie de Fontenay, à la mort de Savary de Mauléon en 1233, qu'il conserve jusqu'en 1242.

#### Homonyme
Geoffroy II de Lusignan est très souvent confondu avec son père Geoffroy Ier dans l'histoire et dans les romans. Il ne doit pas être également confondu avec les seigneurs de Jarnac, Geoffroy Ier (v. 1223-1274) et son fils Geoffroy II de Lusignan dit le Jeune (v. 1268-nov. 1306), descendants d'Hugues X de Lusignan (v. 1182-1249) et d'Isabelle d'Angoulême (v. 1188/92-1246).

#### Anthroponyme
Geoffroy porte le prénom de son père, lui-même hérité de son grand-père maternel : Geoffroy III de Rancon (♰ 1153), seigneur de Taillebourg, croisé, gouverneur d'Aquitaine au début du règne de la duchesse Aliénor.

#### Sous-lignage
Geoffroy II de Lusignan est issu du sous-lignage, de Vouvant de la maison de Lusignan.

### Conflits politiques et solidarité familiale
En mai 1224, Geoffroy II de Lusignan rend hommage à Louis VIII le Lion pour la vicomté de Châtellerault qu'il tient de son épouse Clémence.
Geoffroy est fait prisonnier en 1230 avec son frère Aimery de Lusignan par le duc de Bretagne, Pierre Mauclerc qui les livre à Henri III d'Angleterre. Geoffroy se soumet au roi Plantagenêt pour sauvegarder ses fiefs du Bas-Poitou et retrouver sa liberté. En juin 1230, Geoffroy et son frère sont libérés à la condition de faire allégeance à Henri III pour ses châteaux de Vouvant et de Mervent,,. En retour, Louis IX lui confisque la vicomté de Châtellerault pour une durée de trois ans.
Geoffroy se distingue surtout par ses violences envers les moines et l'abbaye de Maillezais dont il revendique l'avouerie : c'est-à-dire le protectorat, qu'il tenait de sa mère Eustachie Chabot. Excommunié, il est absous par le pape Grégoire IX à Spolète en 1232,,, après avoir fait un pèlerinage pénitentiel à Rome.

### Testament, décès et sépulture
Geoffroy II de Lusignan décède en septembre 1248, et est mis en terre dans l'église Notre-Dame-de-l'Assomption de Vouvant comme l'indiquait sa volonté dans son testament de janvier 1247. Il est probablement inhumé dans la chapelle nord de la priorale Notre-Dame où il avait fondé une chapellenie desservie par un prêtre,.
« Item volo et præcipio quod de terra mea de Subizia, cum omnibus fructibus et pertinentiis, usque ad duos annos continuos et completos, de consensu et voluntate Hugonis Archiepiscopi domini Partiniaci, qui de hoc tenendo spontaneus fidem dedit, et de Mairevento et Volvento et Muncantorio cum omnibus pertinentiis, redditibus, proventibus et alus rebus quas ibi habere debeo, usque ad quatuor annos fiant elemosinæ meæ et emendæ et debita mea persolventur ; salva tamen dote Audæ, uxoris meæ, quæ est C. marcarum annui redditus sicut in carta sua, sibi data et tradita, continetur.
Item lego C. libras Arpino, filio meo ; et similiter C. libras Aaliz, filiæ mæe ; et similiter Borgoigne C. libr. in pecunia numerata.
Eligit sepulturam in ecclesia B. Mariæ de Volvento, coram altare Capellaniæ et instituit ibi unam capellaniam cum quodam Presbitero. »
— Geoffroy II de Lusignan (extrait du testament de 1247 donné par Jean Besly), Charles Farcinet, Les anciens sires de Lusignan, 1897, p. 30 et 31.

« Item, je veux et ordonne que de ma terre de Soubise avec tous ses revenus et dépendances, pendant deux années continues et complètes, du consentement et de la volonté de Hugues II de Parthenay-l'Archevêque, seigneur de Parthenay, qui a promis sous la foi du serment et de sa libre volonté de donner son consentement ; et aussi de mes terres de Mervent, Vouvant et Moncontour, avec toutes leurs appartenances et revenus et des autres choses que je dois y avoir, pendant quatre ans, — soient faites mes aumônes et amendes, et que mes dettes soient payées ; réserve faite de la dot de Aude, ma femme, qui est de cent marcs [d'argent], de revenu annuel, comme il est contenu dans la charte à elle donnée et livrée.
Item, je lègue cent livres à Arpin, mon fils, et aussi cent livres à Aelis, ma fille et aussi cent livres à ma fille Bourgogne, en argent comptant.
Je choisis de me faire inhumer dans l'église Notre-Dame de Vouvant, devant l'autel de la chapellenie que j'ai fondée et qui est desservie par un prêtre. »
— Charles Farcinet, Les anciens sires de Lusignan, 1897, p. 30 et 31.

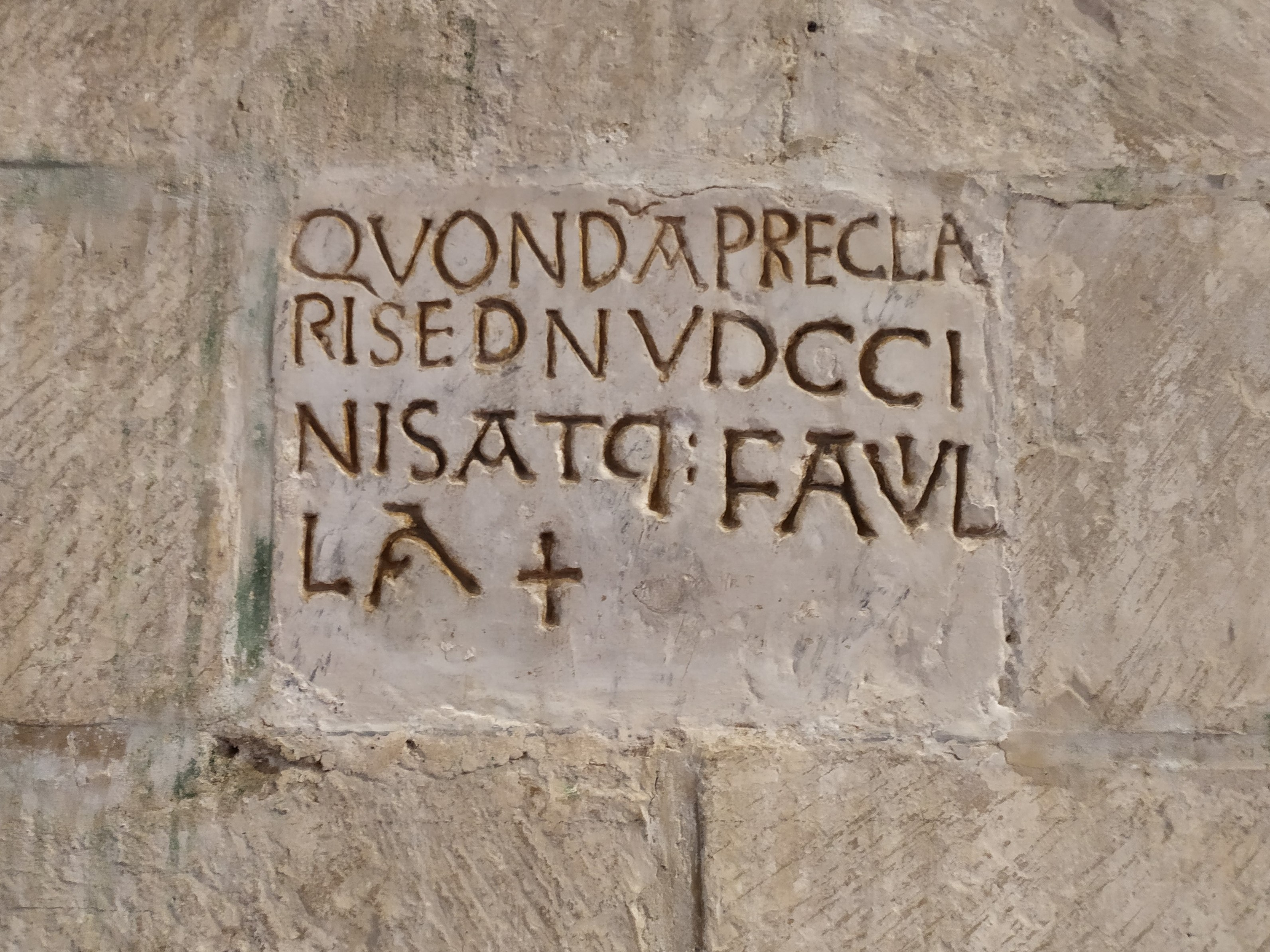

Une inscription est visible à l'intérieur de l'abside touchant au portail à droite : « QVONDA PRECLARI SED NVNC CINIS ATQ ⠅FAVILLA ✟ », signifiant « autrefois célèbre, maintenant cendre et poussière ». Cependant, il paraît très peu probable que cette inscription concerne Geoffroy II de Lusignan puisque l'étude paléographique la plus récente, effectuée en 2008, indique une datation du XIe siècle. Cette inscription avait été une première fois datée du XIIIe siècle dans une étude de la fin du XIXe siècle.

## Mariages et descendance

### Clémence de Châtellerault
Clémence (av. 1204-1239) est l'unique enfant et héritière d'Hugues III (v. 1180-1203), vicomte de Châtellerault (1188-1203), et d'Eustachie de Mauléon (1183-ap. 1243),,. Son père est fait prisonnier à la bataille de Mirebeau en 1202 et décède en captivité l'année suivante. Philippe II Auguste, roi de France, confit la régence de la vicomté de Châtellerault et la tutelle de la jeune héritière à un baillistre,,.
Pendant sa minorité, de 1203 à 1221, trois régents (baillistres) se succèdent :
1. Hugues de Surgères (v.1174-1212) baillistre de 1203 à 1212[39],[40] ;
2. Raoul Ier d'Exoudun (v. 1169-1219), comte d'Eu, baillistre de 1212 à 1218, cousin de Geoffroy II de Lusignan ;
3. Aimeri II de Châtellerault baillistre de 1218 à 1221, grand-oncle de Clémence, fils de d'Hugues II de Châtellerault et d'Hèle d'Alençon, puis vicomte de Châtellerault de 1239 à 1242 au décès de Clémence[41].

Geoffroy II de Lusignan épouse au début de l'année en 1224 Clémence, vicomtesse de Châtellerault. Ce mariage l'élève au statut vicomtal. Clémence décède avant le 13 mai 1239 et leur union reste sans postérité,.
Elle porte le prénom de sa grand-mère paternelle, Clémence de Morthemer.

### Aude
Geoffroy épouse en secondes noces Aude (av. 1230-ap. 1247) citée dans son testament daté de janvier 1247.

### Postérité
Geoffroy a trois enfants qu'il cite également dans son testament:
- Harpin (av.1247-ap. 1247),
- Alix (av.1247-ap. 1247),
- Bourgogne (av.1247-ap. 1247).

L'identité de la mère de ces enfants pose question puisqu'aucun n'héritent des biens de Geoffroy II. Cela s'explique probablement par le fait que les enfants de Geoffroy II de Lusignan soient nés d'une union illégitime faisant de ces derniers des bâtards. L'identité de leur mère n'est pas précisée.

## Sceau et armoiries

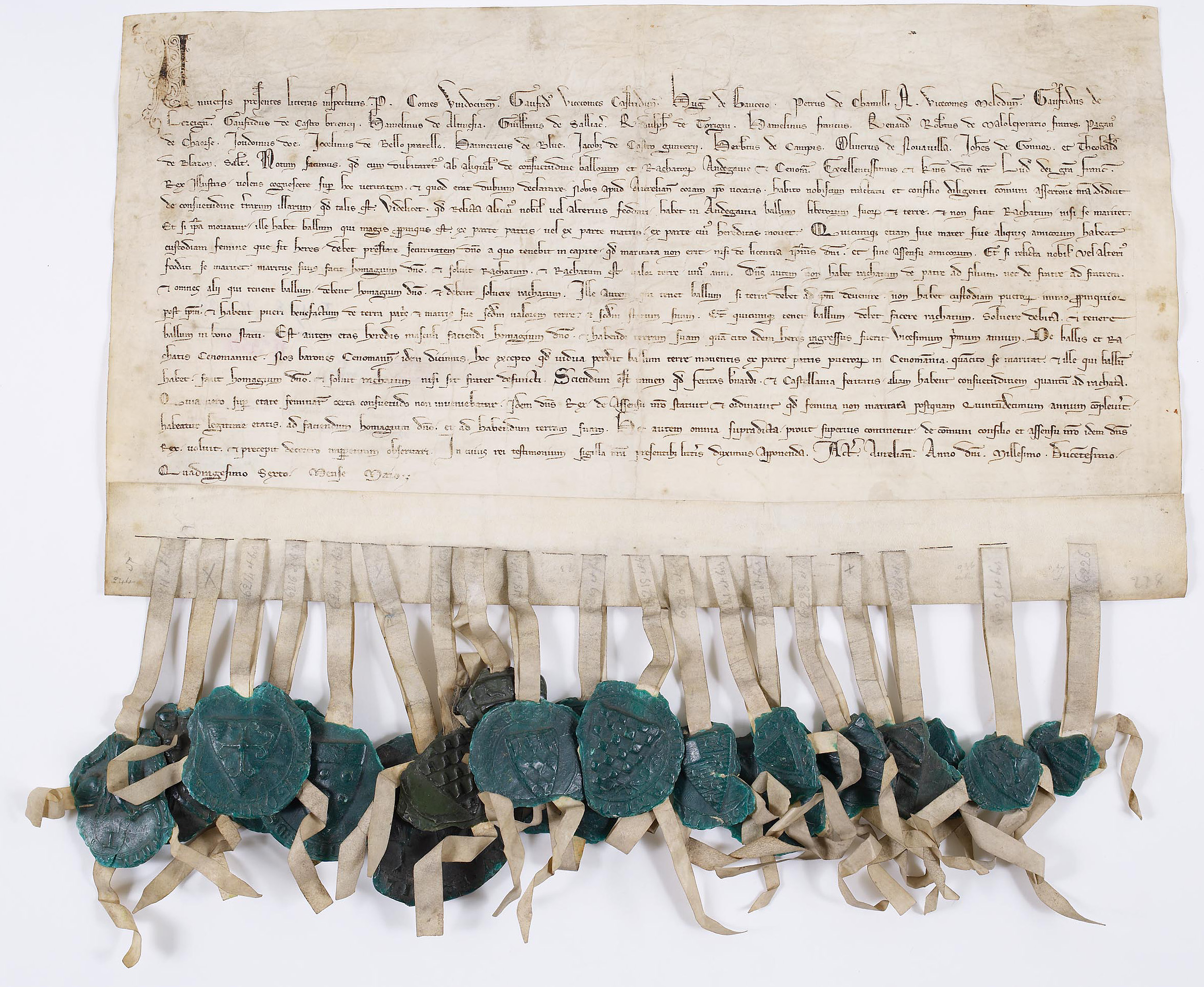

Le sceau de Geoffroy II de Lusignan est décrit par Jean Besly au XVIIe siècle, Louis Douët d'Arcq en 1863 et François Eygun en 1938 : il se compose d'un homme « à cheval marchant à gauche, tête nue, en cotte hardie, sonnant du cor, et tenant de la main droite un chien posé sur la croupe du cheval ». Le sceau de Geoffroy II est décrit par Douët d'Arcq d'après celui appendu en décembre 1225 à une plainte des barons de France contre le clergé, il est également présent sur d'autres actes. Ce sceau a été attribué à tort à Geoffroy Ier de Lusignan, seigneur de Jarnac, (décédé 4 mars 1275, fils d'Hugues X de Lusignan et d'Isabelle d'Angoulême) par Jean-Hippolyte Michon en 1844 dans l'ouvrage Statistique monumentale de la Charente. En effet, le sceau de Geoffroy Ier de Jarnac se compose d'une scène équestre avec un cheval dirigé vers la droite tandis que celui de Geoffroy II est dirigé vers la gauche.
Geoffroy II de Lusignan porte les armoiries suivantes : burelé d'argent et d'azur, au lion rampant contourné de gueules brochant sur le tout. Il porte donc les mêmes armoiries que son père Geoffroy Ier.

### Sceau [1225-1246]
Avers : Rond, 78 mm,,,,,,.
Description : Type équestre de chasse à gauche, le cheval au pas, harnaché de grelots, le cavalier, tête nue, vêtu d'une cotte et d'un surcot, porte les rênes sur son bras droit avec lequel il souffle dans un cor et de la gauche, il tient un petit chien debout sur la croupe du cheval.
Légende : ✠ SIGILLVM ⦁ GAVFRIDI ⠅LEZINIACESSIS
Légende transcrite : Sigillum Gaufridi Leziniacessis
Contre-sceau : Rond, 78 mm,,,,,,,.
Description : Écu burelé de vingt-cinq pièces au lion rampant contourné brochant sur le tout.
Légende : ✠ QVI ⦁ PLVS MORTIS CONTEMPTOR.QVAM L[EO] … FOR …T

### Armoiries [1225-1246]
| Blason | Blasonnement : Écu burelé d'argent et d'azur de douze pièces au lion rampant de gueules contourné brochant sur le tout Commentaires : Blason de Geoffroy II de Lusignan, d'après les empreintes de contre-sceaux de 1225 à 1246. |

Références,,,,,,,

## La source d'inspiration littéraire
Avec son père Geoffroy Ier, Geoffroy II est l'une des principales sources d'inspiration du personnage littéraire Geoffroy à la Grand Dent, le plus connu des fils de la fée Mélusine, qui apparaît à la fin du XIVe siècle dans les romans de Mélusine de Jean d'Arras et Coudrette.
Bien que le personnage historique n'ait jamais porté le surnom de « Grand Dent » de son vivant, il lui est attribué à compter du XVIe siècle sous l'influence du généalogiste Étienne de Lusignan qui identifia le personnage littéraire à Geoffroy II.

## Sources et bibliographie

### Sources sigillographiques
- Sigillographie du Poitou jusqu'en 1515 : étude d'histoire provinciale sur les institutions, les arts et la civilisation d'après les sceaux, éd. François Eygun, Poitiers, Société des Antiquaires de l'ouest, 1938, no 437, p. 222 et pl. XV.
- SIGILLA : base numérique des sceaux conservés en France « Geoffroy II de Lusignan », sur sigilla.irht.cnrs.fr, Cnrs / IRHT. [lire en ligne]